# Calvinia
Calvinia è una cittadina della provincia del Capo Settentrionale, in Sudafrica. Si trova ai piedi dei monti Roggeveld. Il nome della città è un riferimento al teologo Giovanni Calvino.

## Collegamenti
Calvinia è raggiunta da molte strade regionali, tra cui la R354 (che la collega a Sutherland e Matjiesfontein), la R355 (che la collega alla R46 e a Springbok) e la R364 che collega Calvinia a Lamberts Bay. La città dispone inoltre di un aeroporto.